# Provincia de Troms
Troms ([ˈtɾums]) era una provincia (fylke) de Noruega. Tenía una población de 166 375 habitantes según el censo de 2015. Limitaba con las provincias de Finnmark y Nordland. Tiene una superficie de 25 848 km². Su capital era Tromsø. Desde el 1 de enero de 2020, forma parte de la provincia de Troms y Finnmark.

## Localidades
- Andselv
- Andslimoen
- Borkenes
- Burfjord
- Ersfjordbotn
- Evenskjær (Evenskjer)
- Fagernes
- Finnsnes
- Gibostad
- Grov
- Gryllefjord
- Hansnes
- Harstad
- Heggelia
- Husøy
- Ibestad (Hamnvik)
- Kåfjordbotn
- Kjosen
- Kvaløysletta
- Lyngseidet
- Moen
- Movik
- Nordkjosbotn
- Olderdalen
- Senjehopen
- Setermoen
- Silsand
- Sjøvegan
- Skibotn
- Skjervøy
- Skjold
- Sommarøy
- Sørkjosen
- Sørreisa
- Storslett
- Storsteinnes
- Tennevoll
- Tromsdalen
- Tromsø
- Vikvågen

## Municipios
Troms consta de 25 municipios:
| 1. Balsfjord 2. Bardu 3. Berg 4. Bjarkøy (fusionado con Harstad) 5. Dyrøy 6. Gratangen 7. Harstad 8. Ibestad 9. Kåfjord 10. Karlsøy 11. Kvæfjord 12. Kvænangen 13. Lavangen | 1. Lenvik 2. Lyngen 3. Målselv 4. Nordreisa 5. Salangen 6. Skånland 7. Skjervøy 8. Sørreisa 9. Storfjord 10. Torsken 11. Tranøy 12. Tromsø |